# Panjange cavicola
Panjange cavicola is een spinnensoort uit de familie trilspinnen (Pholcidae). De soort komt voor in Sulawesi.